# Henares
Henares – stacja metra w Madrycie, na linii 7. Znajduje się w San Fernando de Henares i zlokalizowana jest pomiędzy stacjami Jarama i Hospital del Henares. Została otwarta 5 maja 2007.